# João Mário
João Mário Naval da Costa Eduardo (Porto, 19 januari 1993) is een Portugees voetballer die doorgaans als centrale middenvelder speelt. João Mário debuteerde in 2014 in het Portugees voetbalelftal.
João Mário is een jongere broer van Wilson Eduardo.

## Clubcarrière
João Mário speelde één jaar in de jeugd bij FC Porto, waarna hij op tienjarige leeftijd naar die van Sporting Portugal vertrok. Hiervoor maakte hij op 14 december 2011 zijn profdebuut. Hij kwam die dag tijdens een wedstrijd in de UEFA Europa League tegen SS Lazio als invaller in het veld voor Oguchi Onyewu. Tijdens het seizoen 2012/13 speelde João Mário met het tweede team van Sporting 31 wedstrijden in de Segunda Liga. De club verhuurde hem in het seizoen 2013/14 een half jaar aan Vitória FC, waaree hij vijftien wedstrijden in de Primeira Liga speelde. Het volgende seizoen speelde hij er 31 voor Sporting zelf in dezelfde competitie.

## Clubstatistieken
| Seizoen | Club               | Competitie     | Competitie | Competitie | Competitie | Beker | Beker | Beker | Internationaal | Internationaal | Internationaal | Totaal | Totaal | Totaal |
| Seizoen | Club               | Competitie     | Wed.       | Dlp.       | Ass.       | Wed.  | Dlp.  | Ass.  | Wed.           | Dlp.           | Ass.           | Wed.   | Dlp.   | Ass.   |
| ------- | ------------------ | -------------- | ---------- | ---------- | ---------- | ----- | ----- | ----- | -------------- | -------------- | -------------- | ------ | ------ | ------ |
| 2011/12 | Sporting CP        | Primeira Liga  | 0          | 0          | 0          | 0     | 0     | 0     | 1              | 0              | 0              | 1      | 0      | 0      |
| 2012/13 | Sporting CP        | Primeira Liga  | 1          | 0          | 0          | 0     | 0     | 0     | —              | —              | —              | 1      | 0      | 0      |
| 2013/14 | → Vitória Setúbal  | Primeira Liga  | 15         | 0          | 6          | 1     | 0     | 0     | —              | —              | —              | 16     | 0      | 6      |
| 2014/15 | Sporting CP        | Primeira Liga  | 30         | 5          | 4          | 7     | 2     | 0     | 8              | 0              | 1              | 45     | 7      | 5      |
| 2015/16 | Sporting CP        | Primeira Liga  | 33         | 6          | 11         | 5     | 0     | 0     | 7              | 1              | 1              | 45     | 7      | 12     |
| 2016/17 | Sporting CP        | Primeira Liga  | 1          | 0          | 1          | 0     | 0     | 0     | —              | —              | —              | 1      | 0      | 1      |
| 2016/17 | Internazionale     | Serie A        | 30         | 3          | 5          | 2     | 0     | 2     | —              | —              | —              | 32     | 3      | 7      |
| 2017/18 | Internazionale     | Serie A        | 14         | 0          | 5          | 1     | 0     | 0     | —              | —              | —              | 15     | 0      | 5      |
| 2017/18 | → West Ham United  | Premier League | 13         | 2          | 1          | 1     | 0     | 0     | —              | —              | —              | 14     | 2      | 1      |
| 2018/19 | Internazionale     | Serie A        | 20         | 1          | 1          | 2     | 0     | 0     | —              | —              | —              | 22     | 1      | 1      |
| 2019/20 | → Lokomotiv Moskou | Premjer-Liga   | 18         | 1          | 5          | 0     | 0     | 0     | 4              | 0              | 2              | 22     | 1      | 7      |
| 2020/21 | → Sporting CP      | Primeira Liga  | 28         | 2          | 1          | 6     | 0     | 1     | —              | —              | —              | 34     | 2      | 2      |
| 2021/22 | SL Benfica         | Primeira Liga  | 28         | 3          | 3          | 5     | 0     | 0     | 12             | 1              | 4              | 45     | 4      | 7      |
| 2022/23 | SL Benfica         | Primeira Liga  | 33         | 17         | 9          | 4     | 0     | 1     | 14             | 6              | 5              | 51     | 23     | 15     |
| 2023/24 | SL Benfica         | Primeira Liga  | 31         | 3          | 2          | 10    | 3     | 2     | 10             | 3              | 0              | 51     | 9      | 4      |
| 2024/25 | SL Benfica         | Primeira Liga  | 2          | 0          | 0          | 0     | 0     | 0     | 0              | 0              | 0              | 2      | 0      | 0      |
| 2024/25 | → Beşiktaş         | Süper Lig      | 27         | 5          | 3          | 4     | 1     | 1     | 6              | 1              | 0              | 37     | 7      | 4      |
| 2025/26 | Beşiktaş           | Süper Lig      | 0          | 0          | 0          | 0     | 0     | 0     | 1              | 1              | 0              | 1      | 1      | 0      |
| TOTAAL  | TOTAAL             | TOTAAL         | 324        | 48         | 57         | 48    | 6     | 7     | 63             | 13             | 13             | 435    | 67     | 77     |

Bijgewerkt tot en met 24 juli 2025.

## Interlandcarrière
João Mário speelde in alle Portugese nationale jeugdelftallen vanaf Portugal –15. Hij maakte op 11 oktober 2014 onder leiding van bondscoach Fernando Santos zijn debuut in het Portugees voetbalelftal, in een oefeninterland uit tegen Frankrijk (2–1), net als zijn clubgenoot Cédric Soares. Hij viel in dat duel na 76 minuten in voor aanvoerder Cristiano Ronaldo.
Bondscoach Fernando Santos nam João Mário op 17 mei 2016 op in de Portugese selectie voor het Europees kampioenschap voetbal 2016 in Frankrijk, waarvoor hij in het kwalificatietoernooi één wedstrijd speelde. Zijn landgenoten en hij wonnen hier voor het eerst in de geschiedenis van Portugal een groot landentoernooi. João Mário nam twee jaar later ook met Portugal deel aan het WK 2018.

## Erelijst
| Kampioen Primeira Liga        | 1x | 2020/21 |
| Taça de Portugal              | 1x | 2014/15 |
| Taça da Liga                  | 1x | 2020/21 |
| Supertaça Cândido de Oliveira | 1x | 2015    |

| Competitie                     | Winnaar  | Winnaar  | Runner-up | Runner-up | Derde    | Derde    |
| Competitie                     | Aantal   | Jaren    | Aantal    | Jaren     | Aantal   | Jaren    |
| Portugal                       | Portugal | Portugal | Portugal  | Portugal  | Portugal | Portugal |
| ------------------------------ | -------- | -------- | --------- | --------- | -------- | -------- |
| Europees kampioenschap voetbal | 1x       | 2016     |           |           |          |          |

1 Günok ·
2 Svensson ·
3 Paulista ·
5 Tıknaz ·
6 Hadžiahmetović ·
7 Rashica ·
8 Uçan ·
9 Abraham ·
10 Kökçü ·
11 Arroyo ·
14 Uduokhai ·
15 Oxlade-Chamberlain ·
17 Yılmaz ·
18 Mário · 
20 Uysal  · 
22 Zainutdinov ·
23 Muçi ·
24 Sanuç ·
25 Keleş ·
27 Silva ·
28 al-Musrati ·
30 Destanoğlu ·
39 Jurásek ·
53 Topçu ·
75 Bingöl ·
77 Ricardo ·
83 Fernandes ·
90 Kılıçsoy ·
91 Hekimoğlu ·
93 Özüarap ·
96 Yaşar ·
Coach: Solskjær
1 Patrício ·
2 Alves ·
3 Pepe ·
4 Fonte ·
5 Guerreiro ·
6 Ricardo Carvalho ·
7 Ronaldo  ·
8 Moutinho ·
9 Éder ·
10 João Mário ·
11 Vieirinha ·
12 Lopes ·
13 Danilo ·
14 William Carvalho ·
15 Gomes ·
16 Sanches ·
17 Nani ·
18 Rafa ·
19 Eliseu ·
20 Quaresma ·
21 Cédric ·
22 Eduardo Carvalho ·
23 Adrien ·
Coach: Santos
1 Patrício ·
2 Alves ·
3 Pepe ·
4 M. Fernandes ·
5 Guerreiro ·
6 Fonte ·
7 Ronaldo  ·
8 Moutinho ·
9 A. Silva ·
10 João Mário ·
11 B. Silva ·
12 Lopes ·
13 Dias ·
14 Carvalho ·
15 Ricardo ·
16 B. Fernandes ·
17 Guedes ·
18 Gelson ·
19 Rui ·
20 Quaresma ·
21 Cédric ·
22 Beto ·
23 Adrien ·
Coach: Santos
1 Patrício ·
2 Dalot ·
3 Pepe ·
4 Dias ·
5 Guerreiro ·
6 Palhinha ·
7 Ronaldo  ·
8 Fernandes ·
9 And. Silva ·
10 B. Silva ·
11 Félix ·
12 Sá ·
13 Danilo ·
14 Carvalho ·
15 Leão ·
16 Vitinha ·
17 Mário ·
18 Neves ·
19 Mendes ·
20 Cancelo ·
21 Horta ·
22 Costa ·
23 Nunes ·
24 Ant. Silva ·
25 Otávio ·
26 Ramos ·
Coach: Santos